# Laurence Harvey
Laruschka Mischa Skikne (Joniškis, Litvánia, 1928. október 1. – London, Anglia, 1973. november 25.) litván származású angol színész.

## Fiatalkora
1928. október 1-jén született Laruschka Mischa Skikne néven, litván zsidó szülők harmadik gyermekeként. Csecsemő volt, amikor családja kivándorolt Dél-Afrikába. Johannesburgban nőtt fel. Azután Londonba költözött, és beiratkozott az Royal Academy of Dramatic Art-ba, később elkezdett megjelenni a színpadon, majd a filmekben.

## Pályafutása
Filmes pályafutását 1948-ban kezdte.
Pályája során számtalan filmben és tévéfilmben szerepelt, közülük az 1954-es Rómeó és Júliában. A Columbo filmsorozat Matt két lépésben című epizódjában a gyilkos Emmett Clayton sakkmestert játszotta.
1959-ben a Hely a tetőn főszerepéért Oscar- és BAFTA-díjra jelölték. 1962-ben az Igaz mese a Grimm testvérekről című filmmel Golden Globe-díjra jelölték.

## Magánélete
Harvey háromszor házasodott, egy gyermeke született. 1968-ban feleségül vette Joan Perryt és 1969-ben született meg a lánya, Domino Harvey modell.

## Halála
Erős dohányos és alkoholista volt. 1973. november 25-én hunyt Londonban, gyomorrák következtében, 45 éves korában. Lánya, Domino ekkor még csak négy éves volt. Sírja a kaliforniai Santa Barbara temetőben található.

## Filmográfia
- 1948: House of Darkness … Francis Merryman
- 1949: The Man from Yesterday … John Matthews
- 1950: Cairo Road … Mourad hadnagy
- 1950: The Black Rose … Edmond
- 1951: Scarlet Thread … Freddie
- 1952: I Believe in You … Jordie Bennett
- 1952: A Killer Walks … Ned Harsten
- 1953: Ártatlanok Párizsban[forrás?] (Innocents in Paris) … François
- 1954: Richárd király és a kereszteslovagok[forrás?] (King Richard and the Crusaders) … Sir Kenneth of Huntington
- 1954: Rómeó és Júlia (Romeo and Juliet) … Romeo
- 1955: Sally Bowles (I Am a Camera) …  Christopher Isherwood
- 1956: Három ember egy csónakban (Three Men in a Boat) … George
- 1958: Hangtalan ellenség (The Silent Enemy) … Crabb hadnagy
- 1958: Az igazság az asszonyról (The Truth About Women) … Sir Humphrey Tavistock
- 1959: Hely a tetőn (Room at the Top) … Joe Lampton
- 1960: Modern kaméliás hölgy (Butterfield 8) … Weston Liggett
- 1960: Alamo (The Alamo) … Travis ezredes
- 1961: Nyár és füst[forrás?] (Summer and Smoke) … John Buchanan
- 1961: A hosszú, az alacsony és a magas (The Long and the Short and the Tall) … Bamforth közlegény
- 1961: Két szerelem (Two Loves) … Paul Lathrope
- 1962: Igaz mese a Grimm testvérekről (The Wonderful World of the Brothers Grimm) …
- 1962: A mandzsúriai jelölt (The Manchurian Candidate) … Raymond Shaw
- 1962: Séta a járdaszélen[forrás?] (Walk on the Wild Side) … Dove Linkhorn
- 1963: The Running Man … Rex Black
- 1963: The Ceremony … Sean McKenna
- 1964: Örök szolgaság / Emberi kötelékek (Of Human Bondage) … Philip Carey
- 1964: Az erőszak (The Outrage) … a férj
- 1965: Darling … Miles Brand
- 1966: The Spy with a Cold Nose … Dr. Francis Trevelyan
- 1967: Dial M for Murder … Tony Wendice
- 1968: A könnyűlovasság támadása (The Charge of the Light Brigade) … orosz herceg
- 1968: Harc Rómáért (Kampf um Rom I) … Cethegus
- 1969: A csodatévő (The Magic Christian) … Hamlet
- 1969: Rebus … Jeff Miller
- 1969: Harc Rómáért 2. (Kampf um Rom II – Der Verrat) … Cethegus
- 1970: WUSA … Farley
- 1970: The Deep … Hughie Warriner
- 1972: Escape to the Sun … Kirszanov őrnagy
- 1973: Columbo – Matt két lépésben (Columbo: The Most Dangerous Match) … Emmett Clayton
- 1973: Night Watch … John Wheeler
- 1974: Yellow-Headed Summer … Jason Henry
- 2005: Utcai igazság (Second in Command) … Palace Sniper (archív felvétel)

## Díjak és jelölések
- Oscar-díj
  - jelölés: a legjobb férfi főszereplő - Hely a tetőn (1959)
- BAFTA-díj
  - jelölés: a legjobb brit színész - Hely a tetőn (1959)
- Golden Globe-díj
  - jelölés: a legjobb férfi főszereplő - Igaz mese a Grimm testvérekről (1962)

## Fordítás
- Ez a szócikk részben vagy egészben  a   Laurence Harvey című angol Wikipédia-szócikk fordításán alapul.  Az eredeti cikk szerkesztőit annak laptörténete sorolja fel. Ez a jelzés csupán a megfogalmazás eredetét és a szerzői jogokat jelzi, nem szolgál a cikkben szereplő információk forrásmegjelöléseként.